# Elaeocarpus miriensis
Espèce
Statut de conservation UICN

 VU D2 : Vulnérable
Elaeocarpus miriensis est une espèce de plantes de la famille des Elaeocarpaceae.

## Publication originale
- Candollea 30: 277. 1975.